# Мазер (Жиронда)
Мазер — коммуна во Франции, департамент Жиронда.
Находится примерно в семи километрах к югу от города Лангон на небольшом холме. Рядом протекает река Гаронна. Почти в километре от Мазера проходит трасса № 524 Лангон — Каптье. 
Является самой южной территорией согласно AOC, где культивируется виноград Бордо. 
Застройка территории очень неплотная, даже церковь, которая обычно представляет собой центр населённого пункта, расположена как отдельная усадьба. 
Есть начальная школа, спортивные поля. Для получения среднего образования приходится ездить в Лангон.

## Достопримечательности

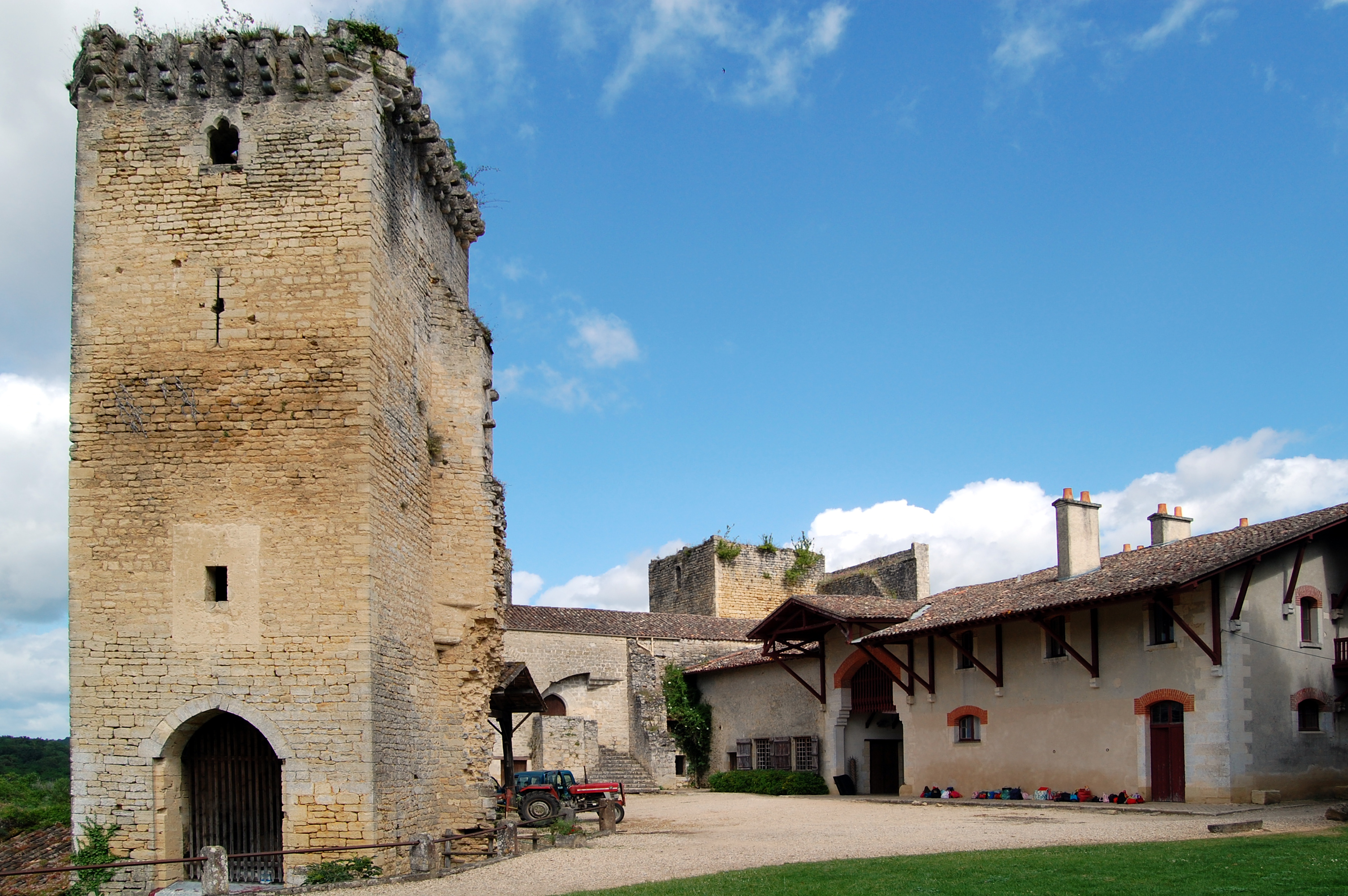

Замок Роктайад (XI век)

## В кинематографе
В Мазере на территории замка Роктайад проходили съёмки нескольких художественных фильмов, в числе которых ленты «Фантомас против Скотланд-Ярда» и «Братство волка».